# 11-та бригада НГ (Україна)
11-та бригада імені Михайла Грушевського (11 Бр, в/ч 3012) — військове з'єднання Національної гвардії України чисельністю в бригаду. Місце дислокації — м. Одеса. Перебуває у складі Південного оперативно-територіального об'єднання.
Бригада носить ім'я Михайла Грушевського — українського історика, голови Центральної Ради УНР (1917—1918).

## Історія
Після здобуття Україною незалежності, наказом командувача НГУ від 2 січня 1992 року на базі 42-го окремого спеціального моторизованого полку міліції Внутрішніх військ МВС СРСР сформовано 7-й полк НГУ (в/ч 4170), що увійшов до складу 3-ї Південної дивізії.
У 1992—1995 роках, військовослужбовці частини прикривали державний кордон з республікою Молдова.
Підрозділи частини виконували завдання у складі миротворчих підрозділів МВС в колишній Югославії.[уточнити]
В 1995 році, згідно з Указом Президента України від 20 січня та наказом командувача НГУ від 26 січня 7-й полк Національної гвардії було підпорядковано Внутрішнім військам та реорганізовано в 22-гу окрему спеціальну моторизовану бригаду (в/ч 3012). З 1998 року — 12-й окремий полк, з 2003 року — 33-й окремий батальйон.

### Євромайдан
З листопада 2013 року по лютий 2014 року, під час Революції гідності, особовий склад частини в повному складі виконував службово-бойові завдання у м. Києві.

### Російсько-українська війна
У 2014 році підрозділ увійшов до складу наново створеної Національної гвардії України вже як 49-й полк охорони громадського порядку.
Протягом 2014—2015 років близько 400 офіцерів, військовослужбовців за контрактом, військовослужбовців строкової служби полку виконували бойові завдання в зоні бойових дій у складі об'єднаного угрупування Національної гвардії України в секторі «М».
У жовтні 2019 року на базі 49-го полку ОГП було розгорнуто 11-ту окрему бригаду охорони громадського порядку. Командиром новоствореної бригади став колишній заступник командира полку полковник В'ячеслав Краснопольський, якого відрекомендували особовому складу частини 22 жовтня.
23 серпня 2021 року президент Зеленський присвоїв бригаді почесне найменування «імені Михайла Грушевського».

## Структура
- 1-й патрульний батальйон;
- 2-й патрульний батальйон;
- 3-й патрульний батальйон;
- рота оперативного призначення (на автомобілях) м. Болград, пізніше переведена до м. Одеси, створена 2015 року[3]
- батальйон оперативного призначення, 2016 рік[4] с. Жеребкове
- військовий оркестр[5]

## Командування
- полковник Данько Віталій (2016)[6];
- полковник Савчук Андрій Степанович (2018);
- полковник Краснопольський Вячеслав (2019)[1][7];

## Втрати

### 2014
1. 2 листопада 2014 - Руснак Микола Анатолійович, солдат, кулеметник.
2. 2 листопада 2014 - Хитрик Геннадій Васильович, підполковник, начальник групи бойової та спеціальної підготовки.

### 2019
1. 30 березня 2019 - Флоря Віталій Валентинович, солдат, стрілець.

### 2024
1. 20 вересня 2024 - Валерій Савранський ("Саврік"), 24 роки, солдат. Загинув під час виконання бойового завдання біля селища Неліпівка на Донеччині.

## Традиції
23 серпня 2021 року, напередодні Дня Незалежності, відповідно до Указу Президента України № 421/2021 від 23 серпня 2021 року, ураховуючи бойові заслуги, мужність, високий професіоналізм та зважаючи на зразкове виконання покладених завдань особовим складом 11-ї бригади Національної гвардії України, бригаді було присвоєно почесне найменування «імені Михайла Грушевського».
14 жовтня 2021 року, у День захисників і захисниць України, на острові Хортиця у Запоріжжі, президент України Володимира Зеленського, вручив 11-й бригаді НГУ стрічку з почесним найменуванням. Отримував стрічку командир бригади полковник В'ячеслав Краснопольський.

## Нагороди
24 серпня 2015 року військову частину нагороджено Бойовим прапором з відзнакою Президента — стрічкою «За мужність і відвагу», як частині, яка відзначилась у бойових діях на Сході країни.